# Uptight (Everything's Alright)
"Uptight (Everything's Alright)" is een liedje van Stevie Wonder. Het werd in november 1965 door Tamla Records, een sublabel van Motown, als single uitgebracht, met op de B-kant het door Ted Hull geschreven "Purple Rain Drops". Na de nummer één-hit "Fingertips" in 1963 lukte het Wonder eerst niet dat succes te evenaren. De voor hem geschreven liedjes sloegen niet aan en tot overmaat van ramp kreeg hij de baard in de keel. Maar toen Sylvia Moy hem een riff hoorde spelen, maakte zij daar in samenwerking met Henry Cosby "Uptight (Everything's Alright)" van. Met een derde plaats in de Billboard Hot 100 en een eerste plaats in de Amerikaanse hitlijst voor rhythm-and-blues betekende dit nummer een heropleving van Wonders succes. In de UK Singles Chart bereikte de single de veertiende plaats.

## Hitnoteringen

### UK Singles Chart
| Positie: | 40 | 31 | 26 | 18 | 14 | 18 | 24 | 30 | 47 | 49 | uit |